# Arthur de la Mare
Arthur James de la Mare (Jersey, 15 febbraio 1914 – 15 dicembre 1994) è stato un diplomatico inglese.

## Biografia
Proveniva da una famiglia di contadini del Jersey. Studiò al Victoria College e poi vinse una borsa di studio al Pembroke College di Cambridge.

## Carriera
Nel 1936 entrò nel servizio diplomatico e servì a Tokyo, Seul, San Francisco e Washington prima di essere nominato Ambasciatore in Afghanistan (1963-1965), Alto Commissario a Singapore (1968-1970) e Ambasciatore in Thailandia (1970-1973).